# مارفن هيرزوغ
مارفن هيرزوغ هو أستاذ جامعي كندي، ولد في 13 سبتمبر 1927 في تورونتو في كندا، وتوفي في 28 يونيو 2013.